# Toyota Tercel
Toyota Tercel var en bilmodell av Toyota som tillverkades i fem generationer mellan åren 1978 och 2000. Storleksmässigt befinner sig bilen mellan Starlet och Corolla. Modellen tillverkades i Takaoka Plant i Toyota City, Japan och delar samma plattform som Toyota Paseo. 
Tercel var den första framhjulsdrivna bilmodellen från Toyota, men hade till skillnad från kommande modeller en längsplacerad motor. Växellådan hamnade på så sätt under golvet, precis som på en bakhjulsdriven bil, men drev på framhjulen. Det här underlättade framtagandet av en fyrhjulsdriven version, Tercel 4WD, som var en kombi med förhöjt tak. Den fyrhjulsdrift som användes i Tercel 4WD var mycket enkel till sin konstruktion, och kopplades in med en spak på govet vid behov. Vid körning på torr asfalt rekommenderades att man kopplade ur fyrhjulsdriften, eftersom den saknade mittdifferential. Bakaxeln var hämtad från bakhjulsdrivna Toyota Starlet.
Namnet Tercel härstammar från det latinska ordet för "en tredjedel" då modellen var något mindre än en Corolla - lika som en "Tercel", vilket refererar till en falkhanne, som är en tredjedel mindre än honan. 
På den svenska marknaden såldes Tercel under perioden 1983–1987 och de sista åren bara som Tercel 4WD. Den ersattes av Corolla E80 och för Tercel 4WD:s del den efterföljande Corolla E90, som även erbjöds som fyrhjulsdriven kombi.